# Astochia trichura
Astochia trichura är en tvåvingeart som beskrevs av Hermann 1917. Astochia trichura ingår i släktet Astochia och familjen rovflugor.
Artens utbredningsområde är Taiwan. Inga underarter finns listade i Catalogue of Life.